# Канор, Орлан
Орлан Канор (фр. Orlane Kanor; род. 16 июня 1997 года) — французская гандболистка, левый полусредний клуба «Ференцварош» и сборной Франции. Чемпионка мира 2017 и 2023 годов, чемпионка Европы 2018 года.

## Биография

### В клубе
Орлан Канор приехала во Францию из Гваделупы в 2015 году и присоединилась к команде Мец Гандбол. С сезона 2016/17 годов она стала игроком основы. С Мецем она выиграла чемпионат Франции в 2017, 2018, 2019 и 2022 годах, а также Кубок Франции в 2017, 2019 и 2022 годах. В апреле 2021 года она получила разрыв ахиллова сухожилия и выбыла из игрового процесса. В сезоне 2022/23 годов она перешла в румынский клуб первого дивизиона "Рапид Бухарест".
Она сестра-близнец Лоры Канор, также гандболистки. 

### Карьера в сборной
Канор дебютировала за сборную Франции 15 июня 2017 года. В том же году она выиграла чемпионат мира в Германии. В матче открытия чемпионата Европы 2018 года она была самым ценным игроком своей команды, однако сборная уступила сборной России со счетом 23:26. В финале чемпионата Европы, в котором Канор забила 2 гола, Франция победила Россию со счетом 24:21 и стала чемпионом континента. Канор выиграла серебряную медаль на чемпионате Европы 2020 года, а через год серебряную медаль чемпионата мира. 
В 2023 году была приглашена в сборную для участия в финальной части чемпионата мира 2023 года. 

## Достижения
- Чемпионка Франции (4): 2017, 2018, 2019, 2022.
- Обладательница Кубка Франции (3): 2017, 2019, 2022.